# Offensive de Deir ez-Zor (2017-2019)
Pour les articles homonymes, voir Offensive de Deir ez-Zor.
Guerre civile syrienne
Batailles
L'offensive de Deir ez-Zor a lieu du 9 septembre 2017 au 23 mars 2019 pendant la guerre civile syrienne. Elle est lancée par les Forces démocratiques syriennes (FDS) et la Coalition internationale, avec pour objectif la prise des territoires contrôlés par l'État islamique dans le gouvernorat de Deir ez-Zor et dans le sud-est du gouvernorat de Hassaké. L'offensive est baptisée l'opération Tempête d'al-Jazira (arabe : عاصفة الجزيرة،), de septembre 2017 à mai 2018, puis l'opération Roundup à partir de mai 2018.
De fait, les opérations sont menées sur la rive est de l'Euphrate alors que parallèlement une autre offensive se déroule sur la rive ouest, menée cette fois par l'armée syrienne et les milices chiites pro-iraniennes. La progression des Forces démocratiques syriennes est initialement rapide et en quelques jours ces dernières atteignent les abords de la ville de Deir ez-Zor. Celle-ci étant cependant sur le point d'être reprise par l'armée syrienne, les FDS poursuivent vers le sud mais en décembre 2017, elles se heurtent à une poche comprenant principalement les petites villes d'Hajine, d'al-Chafah (en), d'al-Soussa (en) et d'al-Baghouz Fouqani. Les djihadistes parviennent à résister dans cette zone pendant une année. Leurs défenses commencent à céder en décembre 2018 et des dizaines de milliers de personnes, combattants de l'EI et membres de leurs familles, se rendent aux FDS pendant plusieurs semaines. Entre janvier et mars 2019, les djihadistes sont assiégés dans un dernier réduit aux abords du village de Baghouz Fouqani. Cette ultime poche tombe en totalité aux mains des FDS le 23 mars 2019. Sa prise marque la fin du « califat » de l'État islamique qui ne contrôle alors plus aucun territoire en Syrie et en Irak.

## Prélude
L'opération s'effectue simultanément avec l'offensive de la Badiya et la bataille de Deir ez-Zor, menées par les forces loyalistes syriennes soutenues par la Russie et l'Iran, dont l'objectif demeure la reprise de la ville de Deir ez-Zor et de l'essentiel du gouvernorat. L'offensive est lancée alors que les Forces démocratiques syriennes sont toujours engagées dans la bataille de Raqqa et quelques jours après la rupture par les loyalistes du siège de la ville de Deir ez-Zor, imposé par l'État islamique.

## Forces en présence

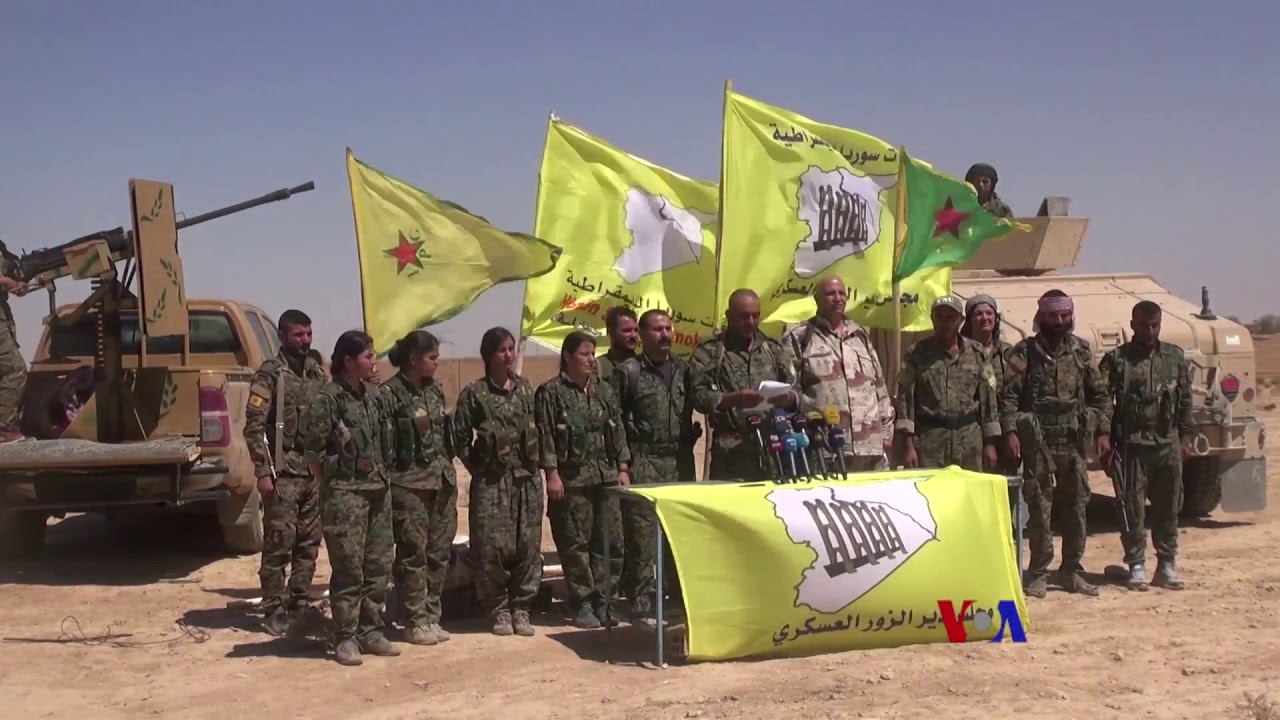
Conférence de presse des Forces démocratiques syriennes, tenue par Ahmad Abou Khawla, chef du Conseil militaire de Deir ez-Zor, annonçant le début de l'offensive, le 9 septembre 2017.

Le 9 septembre 2017, Ahmad Abou Khawla, chef du Conseil militaire de Deir ez-Zor, rattaché aux Forces démocratiques syriennes annonce lors d'une conférence de presse le début d'une offensive contre l'État islamique au nord du gouvernorat de Deir ez-Zor,. L'opération est lancée avec le soutien de la coalition mais sans « coordination avec le régime ou les Russes » selon Ahmad Abou Khawla. Les forces aériennes américaines, britanniques et françaises participent à l'offensive. Le porte-parole de la coalition internationale, le colonel américain Ryan Dillon, rappelle dans un communiqué l'existence d'une « ligne de déconfliction avec les Russes » pour éviter tout incident aérien.
Cependant, les forces du régime syrien et les Forces démocratiques syriennes se livrent à une course de vitesse pour s'emparer du gouvernorat de Deir ez-Zor, qui est la région de Syrie comprenant le plus grand nombre de gisements gaziers et pétroliers,.
Le 11 septembre, des responsables tribaux liés aux FDS, annoncent dans un communiqué leur intention de créer à Deir ez-Zor un « comité civil chargé d'administrer la ville immédiatement après sa libération ». La coalition affirme cependant le 14 septembre que l'offensive ne prévoit pas une entrée des FDS dans la ville, le colonel Ryan Dillon déclare alors : « Je vous dirai simplement que le plan n'est pas d'entrer dans la ville de Deir ez-Zor, mais il reste de nombreux combattants, ressources et dirigeants de l'EI qui ont toujours des positions dans ce secteur de la vallée de l'Euphrate ».
Les effectifs de l'État islamique ne sont pas connus avec exactitude. En septembre 2017, les services de renseignement russes estiment que 10 000 hommes de l'EI sont toujours actifs en Syrie. Début décembre 2017, la Coalition juge que l'État islamique ne compte plus que 3 000 combattants en Irak et en Syrie. Fin décembre 2017, elle estime qu'il n'en compte plus que 1 000. L'armée française déclare pour sa part en mai 2018 que l'EI compterait encore 2 000 hommes près de la frontière irakienne. Hachim Mohammad, le commandant en chef de l'opération « tempête al-Jazira » affirme quant à lui en juin 2018 que les FDS estiment les forces de l'État islamique à environ 7 000 à 10 000 hommes sur les bords de l'Euphrate. En septembre 2018, les FDS déclarent estimer les forces de l'EI à 3 000 hommes.

## Déroulement

### Première offensive des Forces démocratiques syriennes, de septembre 2017 à février 2018

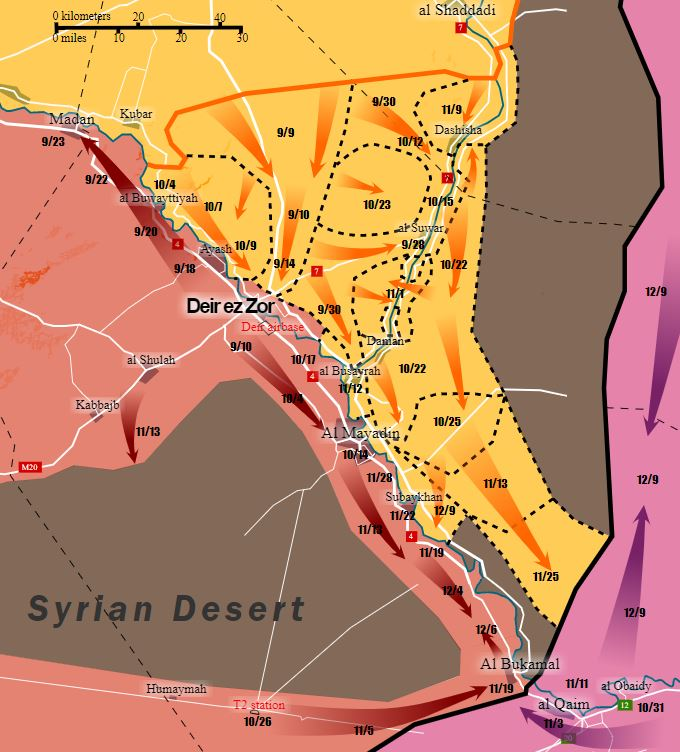
Carte de la progression des Forces démocratiques syriennes et de l'armée syrienne le long de l'Euphrate, de septembre à décembre 2017 :
Territoire contrôlé par les Forces démocratiques syriennes
Territoire contrôlé par l'État islamique
Territoire contrôlé par le régime syrien et ses alliés
Territoire irakien

Les premiers jours de l'offensive, les Forces démocratiques syriennes progressent rapidement en attaquant par le désert, au nord de Deir ez-Zor : le 10 septembre, elles arrivent à 7 kilomètres des rives de l'Euphrate, face à la ville qui s'étend de l'autre côté du fleuve.
Le 13 septembre, trois véhicules suicides de l'EI explosent au village d'Abou Khashab, faisant au moins cinq morts parmi les FDS et 20 blessés selon l'OSDH.
Le 15 septembre, les Forces démocratiques syriennes avertissent le régime syrien et le somment de ne pas faire traverser l'Euphrate à ses troupes ; le commandant Ahmad Abou Khawla (en) déclare alors : « Nous avons informé le régime et la Russie que nous arrivions sur la rive de l'Euphrate. [...] Nous ne laisserons par le régime et ses milices traverser vers la rive orientale du fleuve. [...] Chaque village situé sur la rive orientale de l'Euphrate jusqu'à la frontière irako-syrienne est un objectif pour nos forces ». Le lendemain, pour la première fois à Deir ez-Zor, les FDS sont bombardées par les forces aériennes de la Russie ou du régime syrien, au nord-est de la ville, dans la zone industrielle ; les FDS affirment déplorer six blessés. Les États-Unis et les FDS accusent la Russie, qui dément.
Le 18 septembre, malgré les avertissements des FDS, les troupes du régime syrien franchissent l'Euphrate près de Deir ez-Zor ; les djihadistes se retrouvent alors à leur tour presque encerclés et acculés contre le fleuve.
Le 21 septembre, la Russie accuse à son tour les FDS d'avoir tiré à l'artillerie et au mortier contre les troupes gouvernementales et d'avoir ouvert des barrages en amont de l'Euphrate pour gêner la traversée du fleuve : Moscou avertit alors Washington qu'une riposte sera menée en cas de nouvel incident.
Le 23 septembre, les FDS s'emparent de l'usine de gaz de Conoco — le plus important gisement gazier de Syrie — à l'est de Deir ez-Zor, après deux jours de combats,. Mais le 25 septembre, les FDS accusent la Russie de les avoir bombardé dans cette même usine, causant la mort d'un combattant et faisant six blessés.
Les FDS attaquent ensuite les positions djihadistes à l'est de Deir ez-Zor et se rapprochent de la rivière Khabour : le 26 septembre, elles atteignent la localité d'Al-Suwar et s'en emparent le 29,. Elles tentent ensuite de reprendre les villages occupés par l'État islamique de long de cette rivière, d'al-Busayrah à al-Chaddadeh.
Le 30 septembre, les FDS s'emparent des puits pétroliers d'al-Jufra, situés à l'est de Deir ez-Zor et au sud-est de l'usine Conoco,.
Situés à une dizaine de kilomètres au nord de Mayadine, les champs d'al-Amr, le plus important gisement pétrolier de Syrie, sont abandonnés entre le 20 et le 22 octobre par les djihadistes afin de renforcer leurs positions contre les forces gouvernementales près de Mayadine,. Le 22 octobre, alors que les loyalistes n'étaient qu'à trois kilomètres d'al-Amr, les Forces démocratiques syriennes s'emparent de la totalité du gisement, presque sans rencontrer de résistance,.
Le 4 novembre, près de l'usine de gaz de Conoco, à l'est de Deir ez-Zor, un véhicule piégé explose au milieu de civils fuyant les combats ; au moins 75 personnes sont tuées et 140 blessées,.
Le 8 novembre, les FDS entrent dans de la petite ville de Markada, au sud du gouvernorat de Hassaké, et s'en emparent entièrement au terme d'un court combat,. Le 10 novembre, après deux mois de combats, tous les villages le long de la rivière Khabour sont aux mains des FDS.
Les FDS concentrent ensuite leurs efforts sur la ville d'al-Busayrah ; le 11 novembre, elles s'emparent de la localité d'Abriha, située à proximité et le 12 novembre, al-Busayrah est conquise.
Le 15 novembre, les FDS avancent d'une quinzaine de kilomètres près de la frontière irakienne et arrivent à moins de 20 kilomètres au nord de Boukamal. Le 25 novembre, elles progressent à travers le désert depuis le champ pétrolier de Kashmeh et atteignent la frontière irakienne au nord-est de Boukamal.
Le 3 décembre, les YPG annoncent la fin de leur opération et assurent avoir « libéré la partie est de Deir ez-Zor des mercenaires de l'EI »,. Cependant l'Observatoire syrien des droits de l'homme (OSDH) affirme que l'État islamique contrôle toujours plusieurs villages sur la rive est de l'Euphrate. Quelques localités sont également encore aux mains des djihadistes dans le sud-est du gouvernorat de Hassaké. Le communiqué est lu dans la ville de Deir ez-Zor en présence d'un général russe ; les YPG remercient la coalition internationale menée par les États-Unis, mais aussi la Russie en affirmant que cette dernière avait fourni « un soutien aérien et logistique » et en signalant une « coordination sur le terrain », alors qu'auparavant les Forces démocratiques syriennes avaient pourtant démenti toute coordination avec le régime de Damas et Moscou. Le lendemain, le ministère russe de la Défense affirme à son tour que 672 sorties ont été effectuées et 1 450 cibles bombardées par l'aviation russe « en soutien à l'offensive des milices des tribus de l'est de l'Euphrate, et des milices kurdes ». L'Observatoire syrien des droits de l'homme (OSDH) indique effectivement le 6 décembre que les forces aériennes russes ont commencé à soutenir les Forces démocratiques syriennes à l'est de l'Euphrate, après la prise totale de la rive ouest par les forces loyalistes ; mais il indique également que les combats entre les forces arabo-kurdes et les djihadistes se poursuivent : des affrontements ont alors lieu dans les villages d'Abou Hamam et al-Kashkiya.
Fin décembre, les Forces démocratiques syriennes continuent leurs offensives et tentent d'emporter les petites villes d'Abou Hamam (en), d'al-Kashkiya (en), de Gharanij (en) et d'Hajine. Les trois premières villes sont prises le 30 décembre. Cependant, pendant le mois de janvier 2018, les Forces démocratiques piétinent et ne parviennent plus à progresser contre les djihadistes qui tiennent encore dans la région les petites ville d'Abou al-Hassan, al-Chafah (en) et al-Baghouz Fouqani, tandis que le contrôle des villes d'al-Bahra, Gharanij et Hajine demeure contesté,,.
Le 29 janvier 2018, après plusieurs semaines de combats, les FDS parviennent finalement à s'emparer entièrement de la ville de Gharanij (en).
Le 8 février 2018, l'État islamique diffuse une vidéo sur les affrontements contre les FDS dans la région de Deir ez-Zor : pour la première fois des femmes djihadistes, toujours vêtues de leurs niqab, apparaissent en prenant part au combat.
Le 12 février, les FDS s'emparent du village d'Al-Bahra.
Le 13 février, le Liwa al-Tafuf, une milice chiite irakienne des Hachd al-Chaabi affirme avoir secouru onze combattants des Forces démocratiques syriennes alors qu'ils étaient encerclés par des djihadistes de l'État islamique à 500 mètres de la frontière irakienne,.
Le 26 février, au moins 25 civils, dont sept enfants, sont tués par une frappe aérienne de la coalition sur le village d'al-Chaafah.

### Diminution des combats, de février à mai 2018
Le 5 mars, le Pentagone reconnait qu'une « pause opérationnelle » a été instaurée à cause de l'offensive turque contre Afrine. Le 6 mars, Abou Omar al-Idlebi, un responsable des FDS, annonce que 1 700 combattants ont été retirés de l'Est de la Syrie pour aller défendre Afrine,.
Des contingents arabes des Forces démocratiques syriennes restent sur place mais ils ne parviennent pas à venir à bout de la dernière poche tenue par l'État islamique. Les localités d'Hajine, al-Chafah (en) et les villages environnants restent aux mains des djihadistes.
Le 17 avril, selon l'OSDH, un raid aérien de la coalition à Hajine tue au moins 28 hommes de l'État islamique, dont sept commandants.
Le 18 avril, un échange de prisonniers est opéré selon l'OSDH entre les FDS et l'État islamique qui libèrent 20 prisonniers chacun,.
Selon l'universitaire Fabrice Balanche : « Cette poche aurait pu être éliminée rapidement, parce que ce ne sont que quelques villages. Il y a évidemment les plus durs de Daesh qui sont concentrés dans cette zone. Il n’est pas question de les transférer, car il n’y a plus de territoire aujourd'hui tenu par Daesh dans la région. Mais les Kurdes n’ont pas intérêt à éliminer trop vite cette poche, parce que ça permet de justifier la présence américaine, et donc d’être protégés d’une éventuelle attaque turque ».

### Raids de l'aviation irakienne, à partir d'avril 2018
Le 19 avril, l'aviation irakienne mène des frappes contre cette même localité, avec l'accord du gouvernement syrien et de la coalition,. L'armée irakienne revendique la mort de 36 djihadistes.
Le 6 mai, un deuxième raid aérien est mené par l'armée irakienne, cette fois sur la localité d'al-Douchaicha, dans le gouvernorat de Hassaké. Un général des services de renseignement irakiens déclare alors à l'AFP que les deux frappes aériennes ont fait 39 morts parmi les djihadistes. Il affirme également qu'Abou Bakr al-Baghdadi est en Syrie, près de la frontière irakienne, et qu'il « se déplace accompagné de quatre ou cinq personnes, dont son fils et son gendre. [...] Ses mouvements sont discrets et il ne circule jamais en convoi ».
Une autre frappe irakienne a lieu le 14 mai contre un poste de commandement de l'EI.
Le 22 juin, des F-16 de l'aviation irakienne mènent un nouveau raid contre trois habitations reliées par un tunnel à Hajine ; l'armée irakienne revendique la mort de 45 djihadistes, dont un haut responsable du « ministère de la guerre » de l'EI, et son adjoint, le « responsable militaire d'al-Jazira ».

### OpérationRoundup Idans la poche d'Hajine, de mai à août 2018

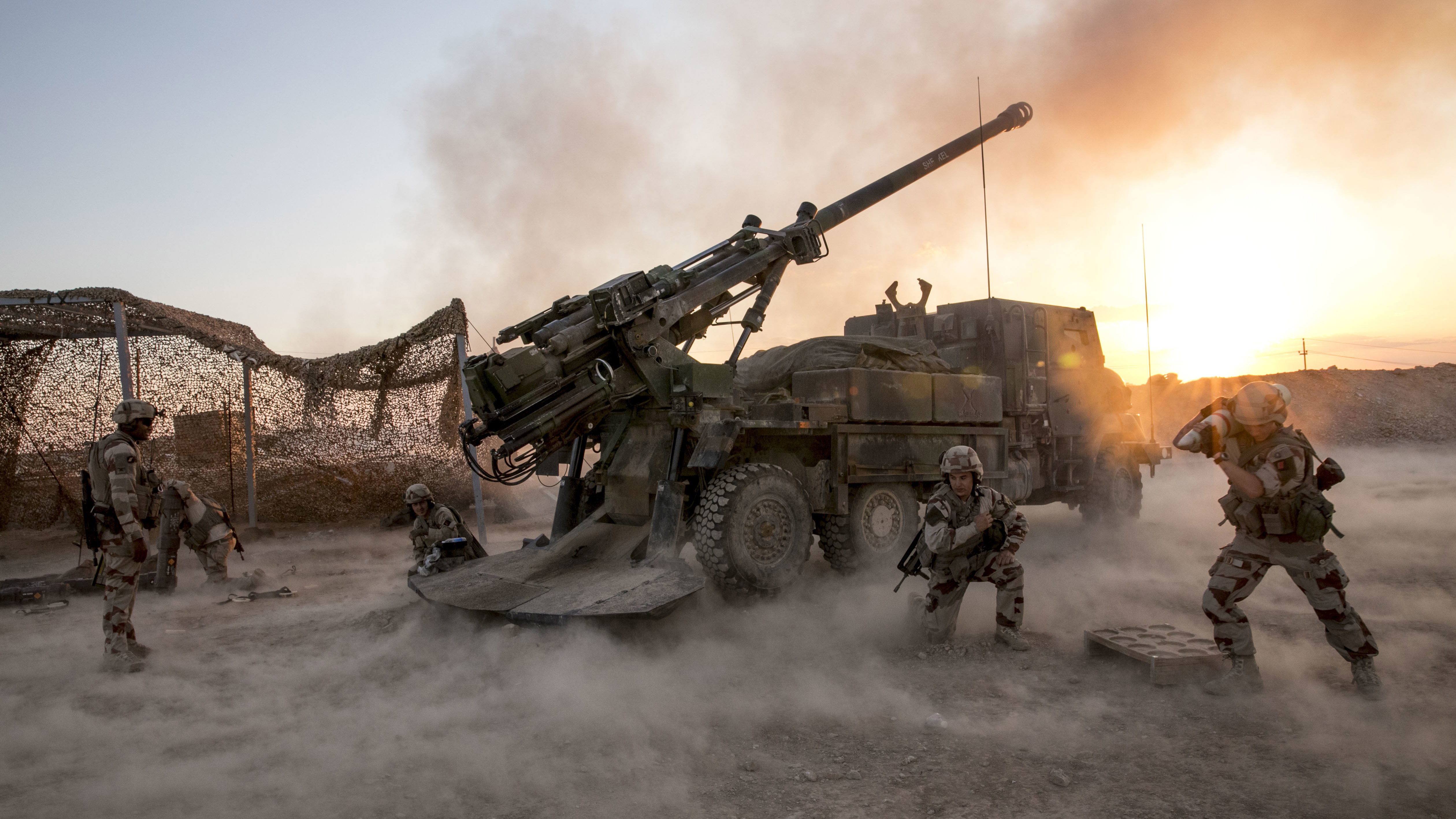
Des soldats français de la Task Force Wagram ouvrant le feu avec un CAESAR en soutien aux Forces démocratiques syriennes depuis la région d'al-Qaïm, le 16 mai 2018.

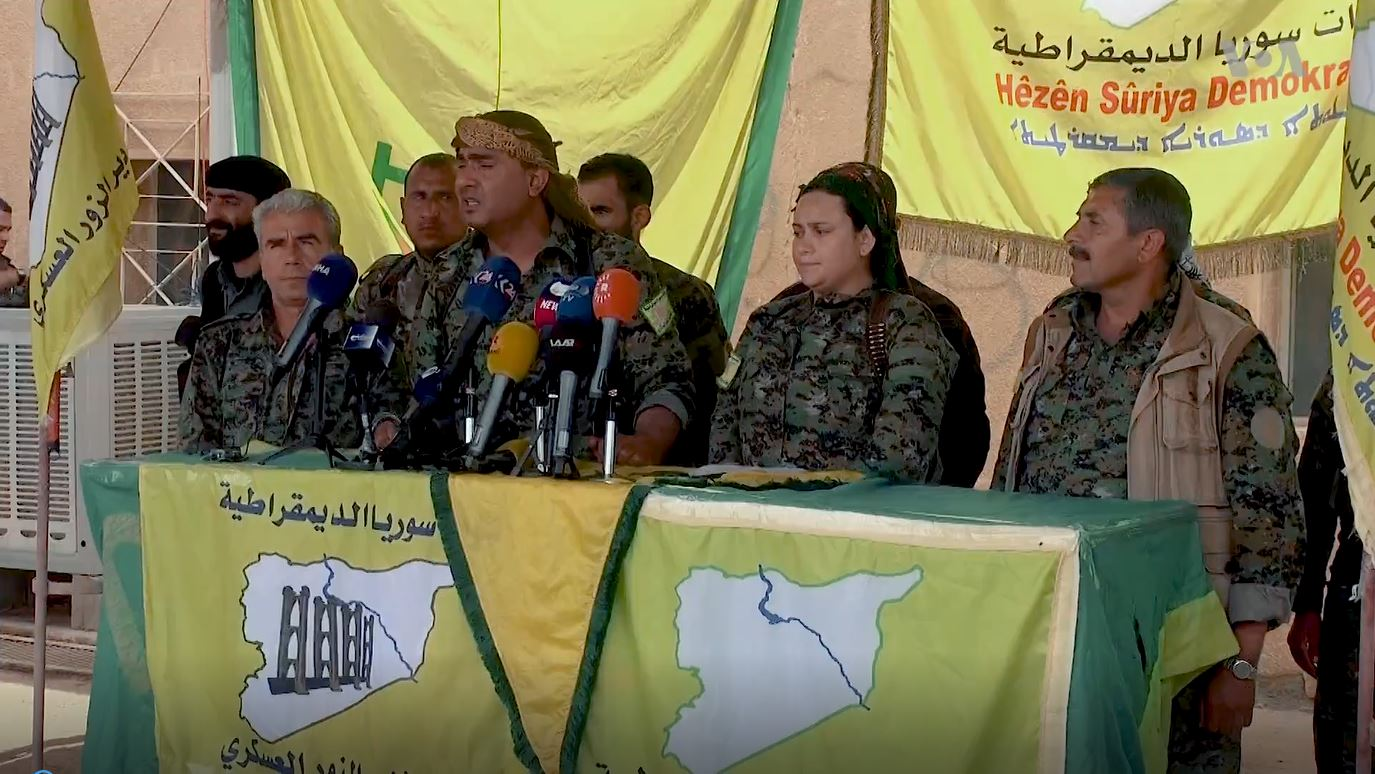
Conférence des Forces démocratiques syriennes annonçant la reprise des opérations contre l'État islamique près de la frontière irakienne, le 2 mai 2018.

Le 1er mai, les Forces démocratiques syriennes annoncent qu'elles relancent l'offensive contre l'État islamique,. Celle-ci est désignée comme la phase I de l'Opération Roundup. Des forces spéciales et des unités d'artillerie américaines et françaises sont déployées en renfort,,,. Les pièces d'artillerie de la Task Force américaine Thunder et la Task Force française Wagram — constituée pour les Français de trois CAESAR du 68e régiment d'artillerie d'Afrique commandés par le colonel François-Régis Legrier — sont déployées en Irak près de la frontière syrienne et ouvrent le feu en appui aux FDS,. Trois petites villes sont alors toujours aux mains des djihadistes sur les bords de l'Euphrate : au nord Hajine, au centre al-Chafah (en) et au sud al-Soussa (en), ainsi que quelques localités environnantes. Dans la nuit du 13 au 14 mai, les FDS s'emparent d'al-Baghouz-Tahtani, au sud d'al-Soussa, près de la frontière avec l'Irak.
Le 7 juin, le terroriste turc Talip Akkurt, qui avait brûlé vif deux de ses compatriotes (tr) en décembre 2016, est tué par les FDS à Hajine,. 
Selon l'OSDH, le 13 juillet des frappes aériennes effectuées probablement par la coalition ou l'armée irakienne font au moins 54 morts dans le village de Soussa, dont 28 civils et 26 djihadistes.
Le 4 août, les FDS coupent totalement les dernières poches tenues par l'EI de la frontière irakienne.
Le 6 août, au moins 28 djihadistes sont tués selon l'OSDH par des tirs d’artillerie et des frappes aériennes de la coalition internationale dans la région de Bir al-Meleh. Le 16 août, au moins 18 autres djihadistes, dont un haut commandant irakien, sont tués dans des frappes contre la localité de Soussa qui auraient été effectuées par l'aviation irakienne.
Le 17 août, une attaque de l'EI est menée contre le champ pétrolier d'al-Amr, avec pour cible des bâtiments abritant des soldats américains et français de la coalition. L'attaque est repoussée par les FDS qui abattent sept djihadistes.

### OpérationRoundup IIdans le sud-est du gouvernorat de Hassaké, de juin à juillet 2018

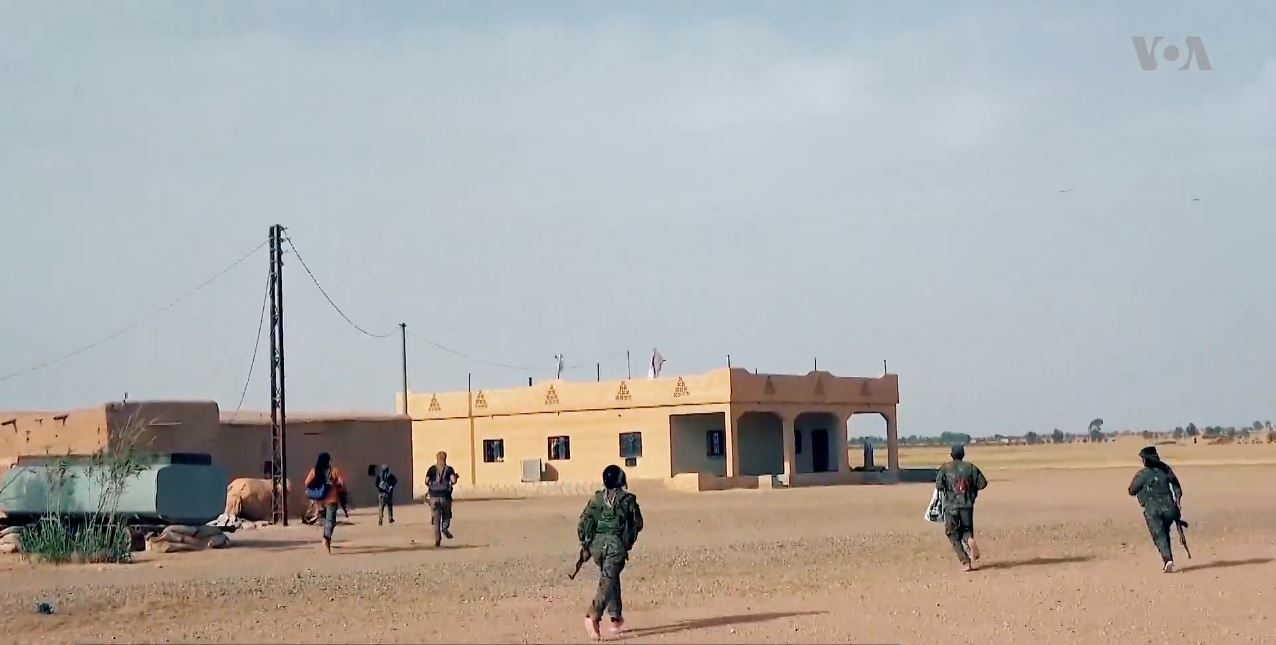
Combattants des Forces démocratiques syriennes à Dachicha, le 29 juin 2018.

Les combats ont également lieu plus au nord, dans le sud-est du gouvernorat de Hassaké. Le 16 juin, les FDS prennent le village de Tal al-Chayer. Puis le matin du 17 juin, ils s'emparent du village de Dachicha, au terme de combats ayant causé la mort d'au moins 30 djihadistes au cours de la nuit selon l'OSDH,. Le 23 juin, après avoir nettoyé une série de postes avancés, les FDS repoussent entièrement les forces de l'État islamique hors du gouvernorat de Hassaké. Ces combats ont lieu pendant la phase II de l'Opération Roundup, qui se déroule dans le secteur de Dachida en juin et juillet,. Les djihadistes sont définitivement expulsés de Dachicha le 20 juillet.

### Lancement de l'OpérationRoundup IIIdans la poche d'Hajine en septembre 2018

Contre-attaque de l'État islamique dans la poche de Hajine, fin octobre 2018 :
Territoire contrôlé par les Forces démocratiques syriennes
Territoire contrôlé par l'État islamique
Territoire contrôlé par l'armée syrienne et ses alliés

Progression des Forces démocratiques syriennes dans la poche de Hajine, fin septembre 2018 :
Territoire contrôlé par les Forces démocratiques syriennes
Territoire contrôlé par l'État islamique
Territoire contrôlé par l'armée syrienne et ses alliés

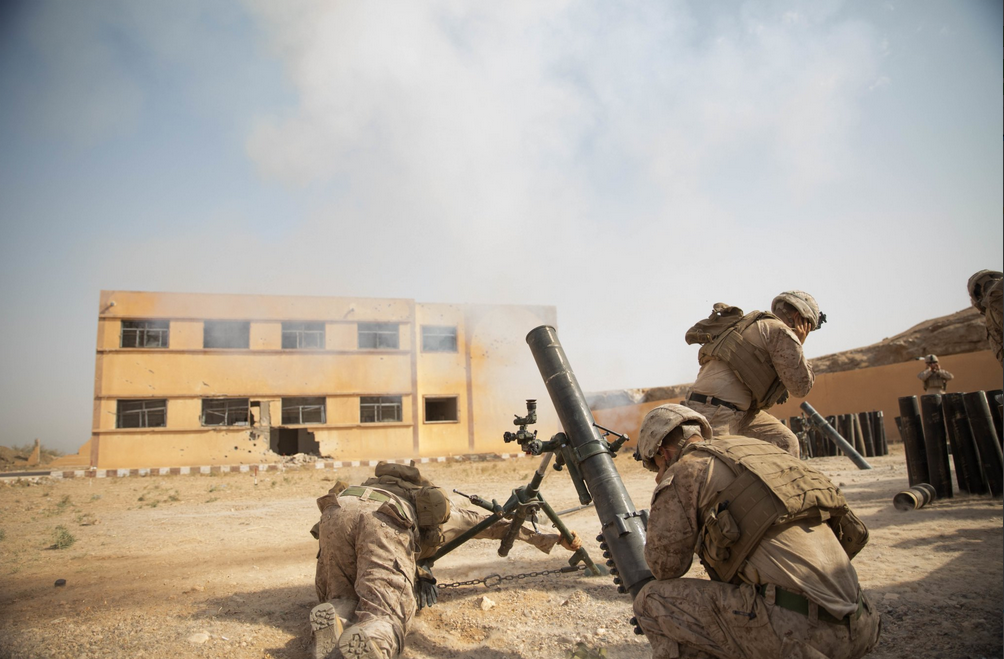
Des Marines américains effectuant des tirs de mortier en soutien aux Forces démocratiques syriennes, le 4 octobre 2018.

Le 10 septembre, la phase III de l'Opération Roundup débute,. Au moins 6 000 combattants des FDS sont mobilisés contre les forces de l'État islamique, alors estimées entre 2 000 et 3 000 hommes,. Le premier assaut est lancé à Hajine, ville de 30 000 habitants,. Les FDS réalisent une percée et s'emparent de certains secteurs de la ville. Au moins 15 djihadistes sont tués selon un haut commandant des FDS, tandis que l'OSDH fait état de la mort d'au moins 17 combattants de l'EI. Cependant les djihadistes continuent ensuite d'opposer une forte résistance : Hajine dispose d'importantes fortifications avec de nombreuses mines et plusieurs tunnels,,. L'État islamique utilise des tactiques de guérilla et emploie particulièrement des véhicules kamikazes, des missiles antichars, des mortiers, des commandos inghimasi et des snipers,,. Il conserve encore de nombreux véhicules blindés et fait un large usage de motos,. Des cellules clandestines actives dans l'ensemble du gouvernorat de Deir ez-Zor effectuent également des assassinats ciblés, des embuscades, des assauts de checkpoints, des attaques de véhicules kamikazes et posent des engins explosifs improvisés dans les zones contrôlées par les FDS.
Le 14 septembre, au moins 20 combattants des FDS sont tués dans une embuscade tendue par les djihadistes pendant une tempête de sable. Le 20 septembre, les FDS s'emparent d'al-Baghouz Fouqani et du pont détruit menant à Boukamal. Le 25 septembre, elles prennent ensuite al-Shajalah, au nord d'al-Baghouz Fouqani. Le 1er octobre, l'EI lance une contre-attaque au village de Mozan, au Nord d'al-Shajalah.
Le 4 octobre, en raison des difficultés rencontrées par les FDS, les États-Unis envoient des Marines en renfort près d'Hajine, selon l'OSDH,.

### Contre-offensives de l'État islamique en octobre et novembre 2018
Mais du 10 au 13 octobre, une tempête de sable s'abat dans la région de Deir ez-Zor, empêchant les FDS de bénéficier d'une couverture aérienne de la coalition,,. Les djihadistes lancent alors une contre-attaque près d'Hajine, au nord-est d'al-Bahra et à l'est d'al-Chafah, et regagnent du terrain,,. Des escouades et des positions défensives des FDS sont encerclées et submergées. La périphérie d'Hajine est reprise par les djihadistes. Selon l'OSDH, au mois dix combattants des FDS sont tués et 35 faits prisonniers le 10 octobre. L'EI revendique le même jour la mort de 18 combattants des FDS. Les FDS démentent quant à eux qu'aucun de leurs hommes aient été capturés par l'État islamique. Cependant au moins huit prisonniers sont filmés par l'agence Amaq,. Le 11 octobre, les FDS reculent à l'est d'al-Chafah et des hommes de l'EI parviennent même à atteindre la frontière irakienne. Le 12 octobre, les djihadistes exécutent dix de leurs prisonniers à Hajine, à al-Bokhatir et à al-Safa, puis ils paradent avec leurs cadavres selon l'OSDH. Le même jour, les djihadistes enlèvent des centaines de civils dans un camp de déplacés à al-Bahra, près d'Hajine,,. La tempête de sable et la contre-offensive de l'État islamique se poursuivent pendant plusieurs jours. Selon l'OSDH, au moins 67 combattants des FDS et 83 djihadistes de l'EI, dont 11 kamikazes, sont tués entre le 10 et le 15 octobre.
Le 18 et le 19 octobre, au moins onze djihadistes et au moins 41 civils, dont 10 enfants, en majorité des Irakiens membres de familles de combattants de l'EI, sont tués par des frappes aériennes de la coalition à al-Soussa et ses environs selon l'OSDH,. Ces affirmations sont contestées par le porte-parole de la coalition qui affirme que le 18 octobre une mosquée utilisée par l'État islamique comme centre de commandement a été visée, que douze djihadistes ont été tués et qu'aucun raid n'a été mené le 19 octobre,. Le ministère syrien des Affaires étrangères accuse quant à lui la coalition d'avoir commis un « crime » en tuant 62 civils à al-Soussa.
Le 20 octobre, au moins 35 djihadistes sont tués selon l'OSDH, dont 28 par les frappes de la coalition et sept lors des combats au sol. Le 22 octobre, une deuxième mosquée à al-Soussa, utilisée comme position défensive, est bombardée par la coalition, ainsi que plusieurs autres bâtiments. Le 23 octobre, les FDS affirment avoir capturé al-Soussa.
Le 25 octobre, alors qu'une nouvelle tempête de sable commence à balayer la région, l'État islamique mène un raid contre le champ pétrolifère d'al-Tanak, au nord de Hajine, et revendique la mort de quinze combattants des FDS. Quatre ou cinq autres, appartenant aux Forces d'élite syriennes, sont faits prisonniers,. D'autres attaques ont lieu au nord-est d'al-Chafah et d'al-Kashma.
Dans la nuit du 26 au 27 octobre, l'État islamique profite de la tempête de sable pour repasser à l'attaque dans la zone d'al-Soussa,,. En quelques heures, les combattants des YPG et du Conseil militaire de Deir ez-Zor sont mis en déroute. L'État islamique revendique au moins 40 morts chez les FDS, dont 25 à al-Soussa, et deux prisonniers pour la seule journée du 26 octobre. Selon l'OSDH, au moins 72 membres des FDS sont tués et une centaine sont blessés, contre 24 morts au moins du côté des djihadistes les 26 et 27 octobre,,. Les combattants du Conseil militaire de Deir ez-Zor déploreraient la plupart des pertes. Soussa et Baghouz Fouqani sont entièrement repris par l'État islamique le 27 octobre,,. Les djihadistes parviennent même à atteindre de nouveau la frontière irakienne au village de Baghouz-Tahtani et dans les montagnes du Jabal al-Baghouz, provoquant des accrochages avec les miliciens des Hachd al-Chaabi,. Les FDS ont alors perdu la totalité de leurs gains depuis le début de l'offensive du 10 septembre,,.
Le 28 octobre, l'artillerie turque bombarde des positions des YPG à l'ouest de Kobané. Le 31 octobre, quatre combattants kurdes sont tués dans la même région par des roquettes tirées par l'armée turque selon TRT. Le président turc Recep Tayyip Erdoğan menace alors de lancer une offensive contre les YPG à l'est de l'Euphrate. Le 31 octobre, les Forces démocratiques syriennes annoncent qu'elles suspendent leur offensive contre l'État islamique en raison des frappes turques : « Cette coordination directe entre les attaques de l'armée turque et celles de l'EI contre nos forces nous a amenés à un arrêt temporaire de la bataille. [...] La poursuite de ces attaques entraînera un arrêt prolongé de notre opération militaire ». Le 30 octobre, environ 600 combattants sont cependant envoyés en renfort près de la poche d'Hajine, dont 500 membres des forces spéciales des YPG et des YPJ, ainsi qu'une centaine d'hommes venus de Manbij.
Après la défaite des FDS, l'État islamique a de nouveau accès à la frontière irakienne. L'armée irakienne et les milices des Hachd al-Chaabi déploient alors des renforts. Les FDS abandonnent plusieurs positions à l'est de la poche de Hajine et se replient vers le Nord.

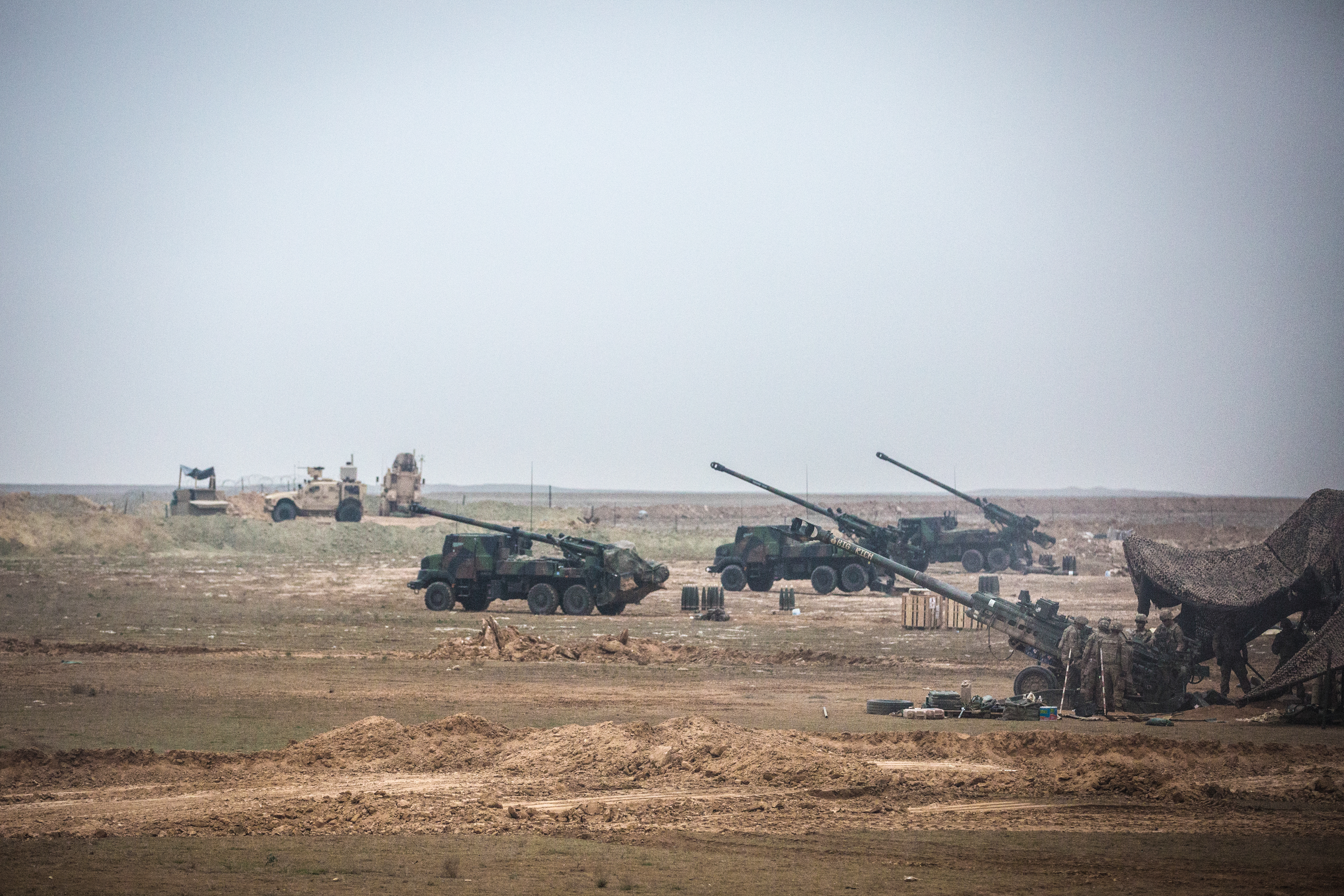
Batterie d'artillerie de la coalition internationale constituée d'obusiers M777 américains et de CAESAR français, à al-Qaïm le 2 décembre 2018.

La coalition poursuit quant à elle ses bombardements et mène 380 frappes aériennes ou missions de tirs d'artillerie entre le 1er et le 21 novembre. Le 3 novembre, au moins neuf djihadistes et 14 civils, dont cinq enfants, sont tués par des frappes de la coalition à Hajine, al-Chafaf et al-Soussa selon l'OSDH,. Le 4 novembre, les djihadistes mènent une attaque vers le Nord, entre Hajine et al-Bahra, avec au moins un véhicule kamikaze ; 12 combattants des FDS sont tués et 20 sont blessés selon l'OSDH. Du 5 au 7 novembre, au moins 65 hommes de l'État islamique sont tués selon l'OSDH, dont 17 par les FDS et 48 par les frappes de la coalition. Le soir du 7 novembre, un assaut djihadiste sur al-Tanak, au nord de Hajine, est repoussé,.
Les contacts entre les États-Unis et la Turquie aboutissent cependant à une désescalade,. Le 11 novembre, les Forces démocratiques syriennes annoncent qu'elles reprennent l'offensive contre l'État islamique,,. Selon l'OSDH, au moins 30 djihadistes sont tués par les frappes de la coalition du 11 au 13 novembre 2018, mais 82 civils, dont 28 femmes et 35 enfants, sont également tués dans des bombardements entre le 8 et le 13 novembre,. Le 17 novembre, au moins 43 personnes, dont au moins 36 civils membres de familles de djihadistes, parmi lesquels figurent 17 enfants, sont encore tués dans des frappes de la coalition dans le village d'Abou el-Hosn. La coalition internationale nie à nouveau avoir tué des civils et laisse entendre que certaines frappes auraient été effectuées par l'armée syrienne. Elle confirme par son porte-parole que 19 frappes ont été effectuées dans la zone d'Abou el-Hosn les 16 et 17 novembre dans des zones « libres de toute présence civile », mais elle indique sur son site que « dix frappes supplémentaires » ont été « détectées » dans « la même région » et « ne provenaient pas de la coalition ou des forces partenaires ». Le 18 novembre, l'émissaire américain Brett McGurk impute la responsabilité des victimes civils aux forces « de l'autre côté de la rivière », en référence aux forces du régime et ajoute : « Toutes les autres forces devraient immédiatement cesser les bombardements non coordonnés de l'autre côté de la rivière ». L'OSDH affirme pour sa part que des tirs ont opposé les loyalistes et les djihadistes le 17 novembre mais que les forces du régime n'ont pas fait usage de leur artillerie.
Le 22 novembre, un chef de l'État islamique, Oussama Oueid al-Saleh ou Oussama Awaid al-Ibrahim, dit Abou Zeïd, un responsable de la sécurité dans la région de Deir ez-Zor, est capturé par les FDS dans la localité de Tayyana, dans le gouvernorat de Deir ez-Zor, alors qu'il se cachait dans un tunnel et s'apprêtait à actionner une charge explosive,.
Le 22 novembre, l'État islamique profite du mauvais temps et du brouillard pour lancer une nouvelle offensive au nord de Hajine,. Le 23 novembre, environ 500 djihadistes mènent plusieurs assauts sur al-Bahra, Gharanij (en) et al-Tanak, ainsi qu'au nord-est d'al-Chafah et d'al-Soussa,,. Plusieurs postes isolés dans le désert ou aux abords des localités sont submergés, n'étant généralement tenus que par une dizaine de combattants. Malgré le mauvais temps, les avions de la coalition interviennent avec notamment des raids de B-1 Lancer et de A-10 Thunderbolt II. Le 24 novembre, les djihadistes s'emparent d'al-Bahra, abandonné par sa population,. En revanche, ils sont repoussés à Gharanij et dans les autres secteurs,,,. Le 25 novembre, la situation se stabilise. Selon l'OSDH, au moins 91 combattants des FDS et 61 djihadistes ont été tués du 23 au 26 novembre, ainsi que 51 civils, dont 19 enfants, dans des frappes de la coalition,. L'État islamique revendique pour sa part 61 morts et 30 prisonniers dans les rangs des FDS pour la journée du 24 novembre. Ses différentes vidéos de propagande montrent 31 morts et 40 à 41 prisonniers pour la période du 23 au 25 novembre. La plupart des victimes appartiennent à des milices arabes.

### Prise d'Hajine par les Forces démocratiques syriennes en décembre 2018

Offensive des Forces démocratiques syriennes dans la poche de Hajine entre décembre 2018 et mars 2019 :
Territoire contrôlé par les Forces démocratiques syriennes
Territoire contrôlé par l'État islamique
Territoire contrôlé par l'armée syrienne et ses alliés

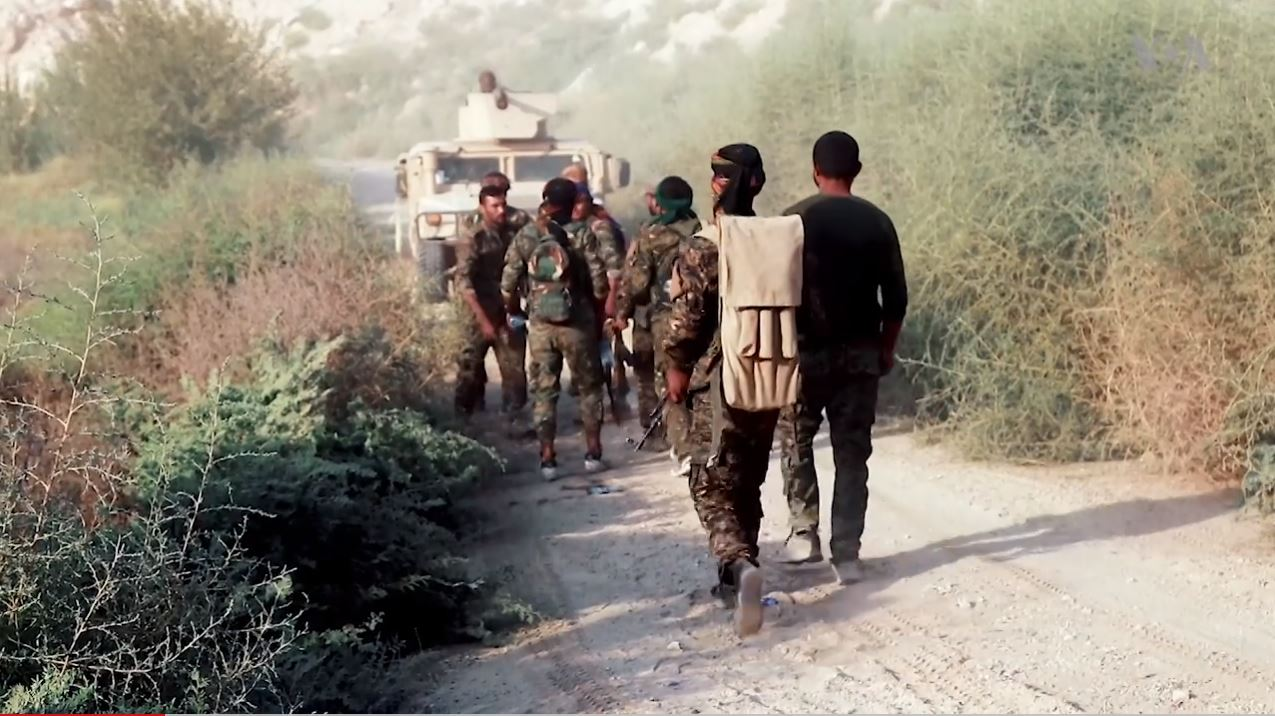
Combattants des Forces démocratiques syriennes près d'Hajine, le 22 janvier 2019.

Fin novembre, les Forces démocratiques syriennes rassemblent 17 000 hommes près de la poche d'Hajine selon l'OSDH, dont des combattants des YPG, des YPJ, des HXP, de Jaych al-Thuwar, des Bataillons Chams al-Chamal et de Jabhat al-Akrad,. Des combattants arabes de la tribu des Chaïtat voulant venger les victimes des massacres de Ghraneidj et d'al-Keshkeyyi en août 2014,, et des combattants assyriens des Gardes de Khabour sont également présents. L'État islamique compte quant à lui encore 2 000 combattants selon la coalition et 5 000 selon les FDS. Les djihadistes comptent cependant de moins en moins de combattants aguerris et enrôlent notamment de nombreux adolescents.
Le 3 décembre, les trois CAESAR français ouvrent le feu sur une colonne djihadiste et détruisent huit véhicules blindés. Le 4 décembre, soutenues par les frappes de la coalition, les FDS parviennent à enfoncer les lignes de l'État islamique et à pénétrer à nouveau dans la ville d'Hajine,. L'hôpital et plusieurs quartiers sont pris, mais moins de 24 heures plus tard, les djihadistes lancent une contre-attaque et reprennent une partie du terrain perdu. Des combats acharnés se poursuivent à l'intérieur de la ville. Les FDS ouvrent également des couloirs humanitaires qui permettent d'évacuer en quelques jours des centaines de civils. À partir du 6 décembre, les FDS progressent rapidement. Les 11 et 12 décembre, elles s'emparent du centre-ville, de la grande mosquée et de l'hôpital,. Les forces de l'État islamique sont repoussées vers l'est de la ville. Le 14 décembre, à l'aube, Hajine est entièrement conquise par les FDS, mais les combats se poursuivent dans la périphérie Est,,,,,. Le 15 décembre, la coalition bombarde une mosquée dans le village Abou Khatir, su sud-est d'Hajine ; Sana, l'agence de presse du régime syrien affirme que 17 civils ont été tués dans cette frappe, mais la coalition affirme quant à elle que la mosquée était utilisée comme quartier général par l'État islamique et revendique la mort de 16 djihadistes,.
Le 21 décembre, les djihadistes lancent un assaut contre le village d'Abou Khasser, près d'Hajine. Le même jour, des frappes de la coalition font au moins 27 morts à al-Chaafa selon l'OSDH, dont 14 civils membres des familles de combattants de l'EI. Le 22 décembre, les FDS reprennent leurs avancées et le 24 elles arrivent aux abords d'al-Chaafa et d'al-Soussa. Dans les deux dernières semaines de décembre, plus de 11 000 civils, dont des membres de familles de djihadistes, parviennent à fuir la poche contrôlée par l'EI selon l'OSDH qui affirme aussi que 700 combattants infiltrés ont été arrêtés par les FDS. Au 11 janvier, le Haut Commissariat des Nations unies pour les réfugiés estime que 2 000 civils sont encore présents dans la poche tenue par l'EI.

### Prise d'al-Chaafa et d'al-Soussa par les Forces démocratiques syriennes en janvier 2019
Les FDS s'emparent d'al-Kashma le 2 janvier 2019, puis d'al-Chaafa le 5 janvier,. L'État islamique ne contrôle alors plus qu'al-Soussa, Baghouz et des zones agricoles environnantes. Le soir du 5 janvier, deux soldats britanniques sont blessés et un combattant des FDS est tué près d'al-Chaafa par un tir de missile de l'EI,. Le soir du 6 janvier, profitant d'une nouvelle tempête de sable, les djihadistes mènent une contre-attaque à al-Soussa et al-Chaafa. Selon l'OSDH, au moins 23 combattants des FDS et neuf hommes de l'EI sont tués du 6 au 8 janvier dans ces combats.
Des milliers de civils commencent alors à sortir de l'enclave contrôlée par l'État islamique, mais certains djihadistes tentent aussi de s'exfiltrer,. Selon l'OSDH, du 12 au 19 janvier, 500 djihadistes se rendent ou sont capturés et 4 800 civils sont évacués par les FDS de la poche d'al-Soussa et de Baghouz,,. Les 21 et 22 janvier, 4 900 personnes, dont 470 djihadistes, sont encore évacués. Au total, 10 000 personnes sortent de la poche entre le 21 et le 27 janvier. Une grande partie des civils évacués sont d'origine irakienne ou d'autres nationalités et beaucoup sont des membres des familles des combattants de l'État islamique. Début février, sept femmes et filles yézidies, enlevées lors des massacres de Sinjar, parviennent à fuir la poche de l'EI.
Le 15 janvier, les FDS s'emparent d'al-Soussa. Le 17 janvier, la coalition frappe une nouvelle mosquée à Safafiyah, utilisée comme centre de commandement par l'EI. Le 18 janvier, des raids de l'aviation irakienne tuent au moins 20 djihadistes selon l'OSDH. Le même jour dans la soirée, au moins six civils, dont quatre enfants, et dix djihadistes sont tués par des bombardements de la coalition à Baghouz.

### Siège de l'ultime réduit de l'État islamique à Baghouz, de janvier à mars 2019

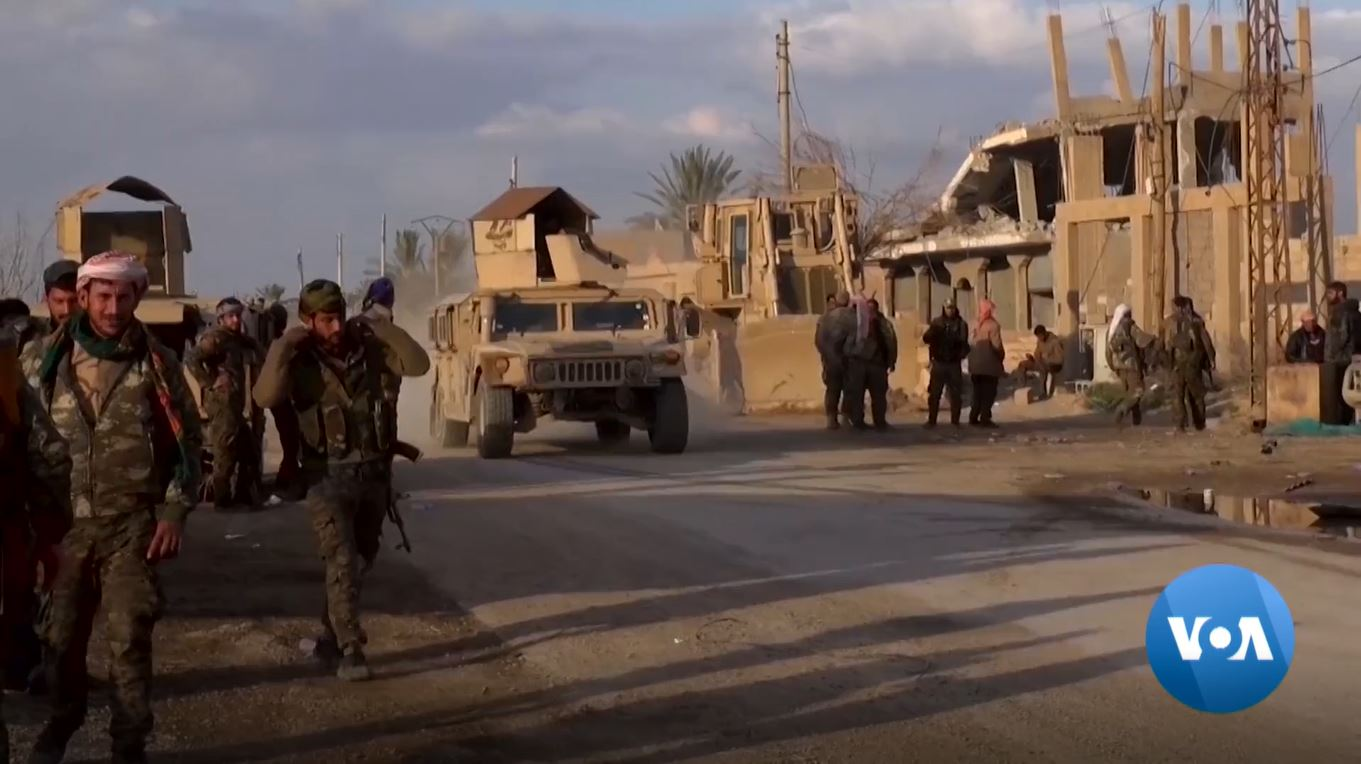
Combattants des Forces démocratiques syriennes à Baghouz, le 12 février 2019.

Le 22 janvier, les FDS progressent à l'intérieur de Baghouz sans rencontrer de résistance et contrôlent la moitié de la localité. Le 23 janvier, Baghouz est prise par les FDS selon l'OSDH, mais une petite partie de la bourgade demeure en réalité encore aux mains des djihadistes,. Les derniers combattants de l'État islamique ne contrôlent alors plus qu'une zone de quatre kilomètres carrés comprenant une partie de Baghouz, et quelques petites localités proches : al-Marachida, Safafna et Sajla,. Ils continuent cependant d'opposer un résistance acharnée : des attaques kamikazes sont commises par des femmes et des petits groupes de combattants mènent des raids en surgissant des tunnels. Le 24 janvier, l'EI tente une contre-attaque sur Baghouz qui échoue : selon l'OSDH au moins 16 combattants des FDS sont tués et les djihadistes laissent au moins 34 morts, dont trois kamikazes, et 21 prisonniers. Le soir du 25 janvier, la coalition tire des missiles sur un groupe de maisons dans des terres agricoles près de Baghouz : au moins 29 djihadistes et 13 civils sont tués selon l'OSDH. La progression des FDS s'interrompt ensuite et l'offensive est suspendue pendant plusieurs jours à cause de l'utilisation par les djihadistes de civils comme boucliers humains,,. Des négociations sont également menées pour obtenir la capitulation ou l'évacuation des derniers djihadistes, mais elles échouent,,.

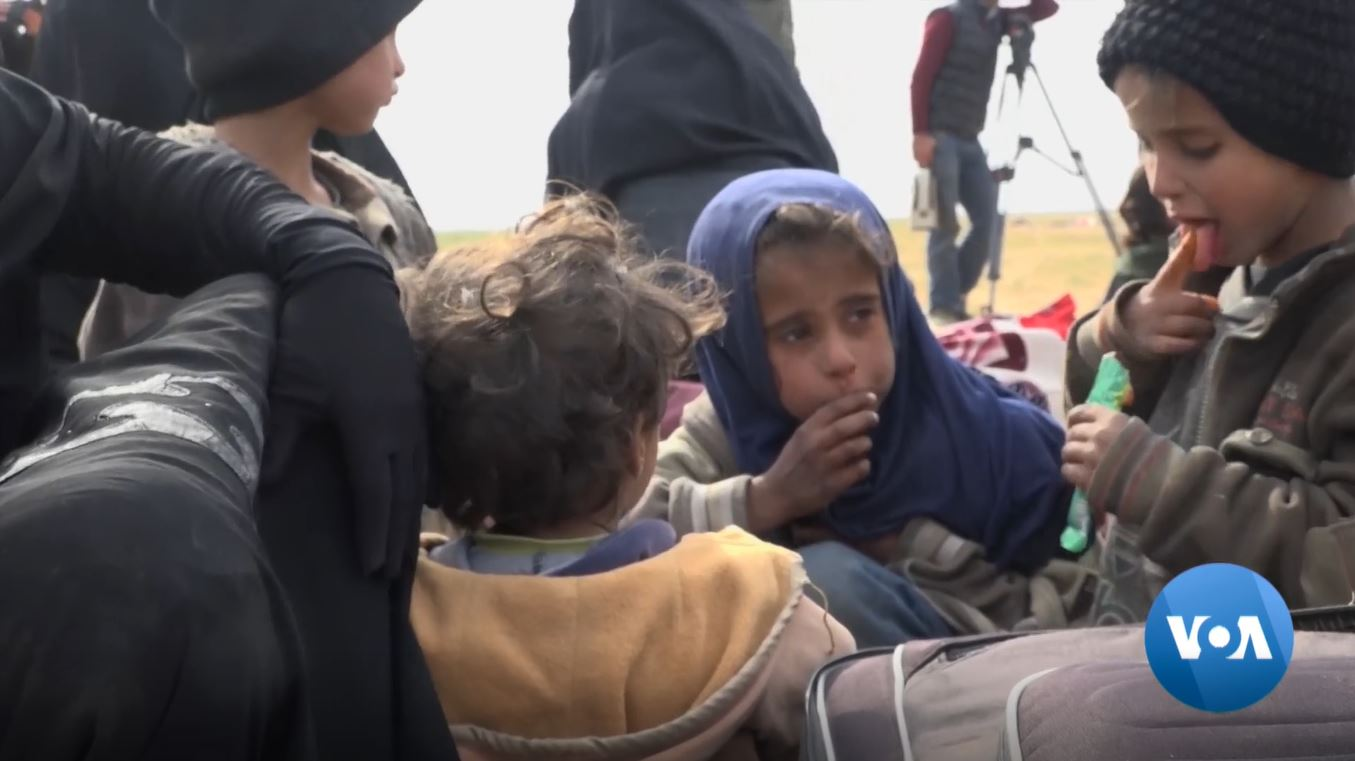
Civils évacués de Baghouz, fin février 2019.

Le 9 février, les Forces démocratiques syriennes annoncent le début de la « bataille finale » contre l'ultime réduit de l'État islamique,. Les FDS et l'OSDH estiment alors que 500 à 1 000 combattants djihadistes y sont encore retranchés avec quelques centaines de civils,,,. Le lendemain matin, l'État islamique diffuse des vidéos montrant l'exécution de prisonniers membres des FDS. Les FDS progressent lentement, ralentis par les snipers, les mines, les tunnels et de nombreuses attaques-suicides,,. Le 11 février, 16 civils dont huit femmes et sept enfants sont tués par un raid de la coalition aux abords de Baghouz. Dans la nuit du 11 au 12 février, environ 600 personnes parviennent encore à fuir l'enclave de l'EI selon les FDS, bientôt suivies par 350 autres au cours de la journée du 12 février selon l'OSDH,. Au moins 200 combattants se rendent également les 11 et 12 février. Le 14 février, les FDS affirment que les djihadistes ne contrôlent plus qu'un kilomètre carré de territoire, incluant une partie du village de Baghouz,. Cette zone, acculée sur les rives de l'Euphrate, au sud-est de Baghouz, comprend quelques maisons, des terrains agricoles, une sorte de camp fait de tentes de fortune, mais aussi beaucoup de tunnels,,. Les assiégés vivent entassés et souffrent du manque d'eau et de nourriture,,. Le 16 février, les FDS continuent de progresser lentement à Baghouz et affirment que la zone contrôlée par l'État islamique n'est plus que de 700 mètres carrés,,,,,. Selon l'OSDH, 440 combattants de l'État islamique se rendent en deux jours,,. Mais l'offensive s'arrête ensuite et une trêve est instaurée,,,. Des négociations se poursuivent alors pour obtenir l'évacuation des civils. L'État islamique demande également le transfert de ses combattants avec armes et bagages pour une autre zone, mais les FDS refusent et déclarent que les djihadistes n'ont « d'autre choix que la capitulation »,,,. Vers la mi-février, l'État islamique autorise les civils et les blessés à quitter le réduit,,. Un corridor est ouvert par les FDS. Le 19 février, après quatre jours sans aucune sortie de la poche de Baghouz, plusieurs dizaines de civils et quelques combattants de l'EI se rendent aux FDS. Le 20 février, 3 000 hommes, femmes et enfants selon les FDS sont évacués de la poche de Baghouz à bord de camions,,,,,,. Le 22 février, des centaines de civils quittent encore la poche de Baghouz à bord de d'une quarantaine de camions,. Aucune évacuation n'a lieu les 23 et 24 février, mais les vagues de sorties reprennent à partir du 25 février et se poursuivent chaque jour jusqu'au 1er mars,,,,. Un porte-parole des FDS, Adnane Afrine, déclare : « Chaque jour nous sommes surpris par le nombre de personnes quittant (le réduit), on ne s'y attendait pas ». Au total selon les FDS, 15 000 personnes sortent de la poche de Baghouz entre le 9 et le 27 février. Ces dernières sont chargées dans des camions et conduites vers le camp de déplacés de al-Hol,. Aucune ONG n'est alors présente à Baghouz, à l'exception des Free Burma Rangers (en),. Le FDS annoncent également la libération à la mi-février d'une dizaine de leurs combattants retenus prisonniers par l'EI, suivis par 24 autres le 28 février,,. Un groupe de onze jeunes garçons yézidis, âgés de 9 à 15 ans, a pu également sortir,,.

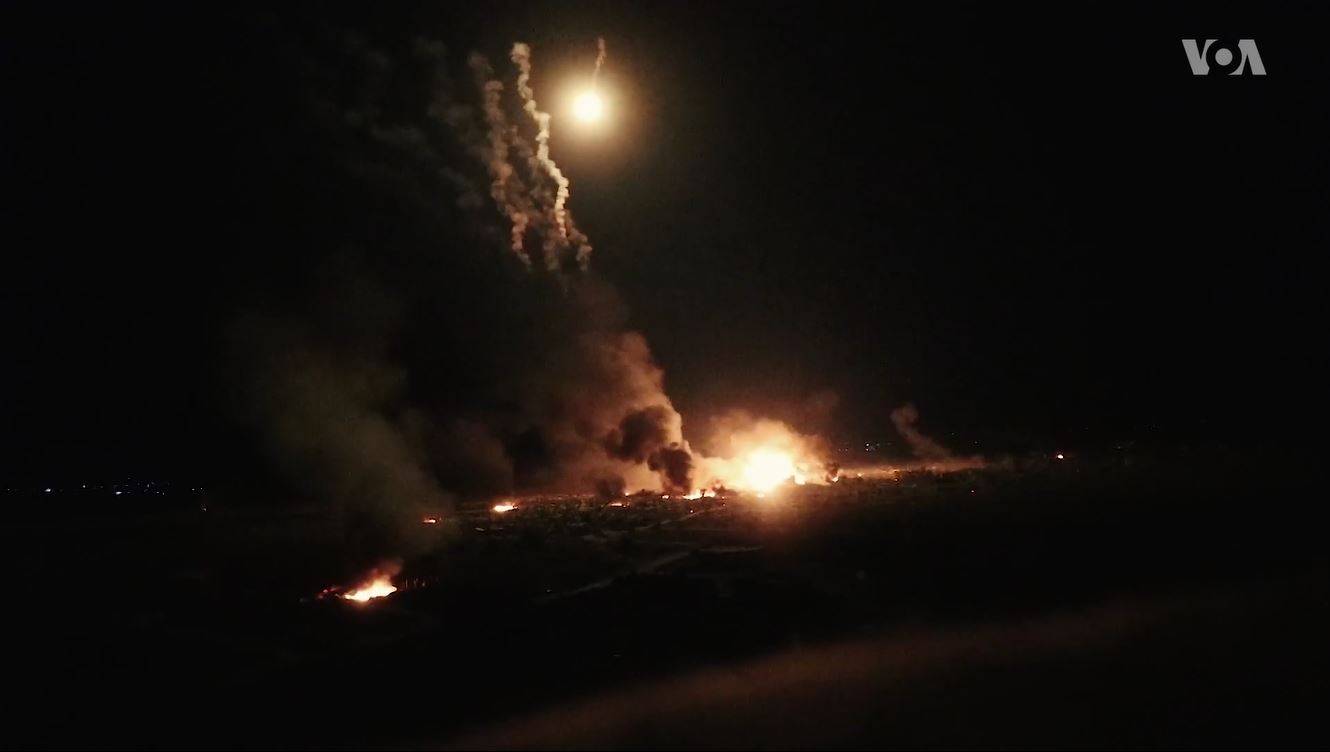
Bombardements sur le réduit de Baghouz, dans la nuit du 12 mars- 2019- au 13 mars 2019.

Le 1er mars, après l'évacuation dans la journée de quelques dizaines de personnes, les Forces démocratiques annoncent dans la soirée le début de l'assaut final contre le réduit de l'État islamique,. Les porte-paroles des FDS et de la coalition affirment alors qu'il n'y a plus de civils dans le réduit, — ce qui est démenti par des témoignages — avant d'ensuite affirmer que les derniers civils encore présents ont refusé de sortir. L'ultime poche, grande d'un demi-kilomètre carré, est encore défendue par environ 1 000 à 1 500 combattants irréductibles, pour la plupart des Irakiens et des étrangers, selon les estimations des FDS,,,,. Les FDS ont quant à eux 9 000 hommes qui encerclent la poche de Baghouz. L'offensive reprend le 1er mars à 18H00 par des tirs d'artillerie,,. Le 2 mars, les fantassins des FDS commencent à pénétrer dans le périmètre tenu par les djihadistes. La nuit du 2 au 3 mars, un déluge de feu particulièrement intense s'abat sur la poche de Baghouz : un dépôt de munitions souterrain explose et une partie du campement informel est détruit,. Les combattants des FDS se heurtent toujours à des mines, à des voitures piégées, à des attaques suicides et à des embuscades tendues à partir des souterrains et privilégient les combats de nuit, avec des unités équipées de lunettes à vision nocturne. Ils parviennent à s'emparer de la colline du djebel Baghouz, position stratégique surplombant la zone, où ils installent leurs armes lourdes,. Une nouvelle trêve intervient cependant le 3 mars en milieu de matinée. Le 4 mars, les FDS annoncent de nouveau freiner leur offensive à cause des civils et des otages,,. Les djihadistes détiennent alors toujours des prisonniers FDS et les négociateurs de l'EI auraient aussi affirmé retenir encore en vie trois otages occidentaux : John Cantlie, le père Paolo Dall'Oglio et une infirmière néo-zélandaise,. Du 3 au 7 mars, les combats sont suspendus à l'exception de quelques escarmouches et 7 000 personnes sortent encore du réduit,,,. Selon les FDS, 400 combattants sont également arrêtés le soir du 5 mars alors qu'ils essayaient de fuir le réduit à pied,. Le 6 mars, sept enfants yézidis peuvent être évacués. Le rythme des évacuations se ralentit ensuite grandement : aucun civil ne sort le 8 mars et moins d'une centaine quitte le réduit le 9 mars. Le 10 mars, aucune sortie de civils n'est observée, les Forces démocratiques syriennes annoncent alors que le délai accordé aux djihadistes pour se rendre a expiré et que les opérations militaires reprennent.

Le siège du réduit de Baghouz entre le 19 février et le 23 mars 2019 :
Territoire contrôlé par les Forces démocratiques syriennes
Territoire contrôlé par l'État islamique
Territoire contrôlé par l'armée syrienne et ses alliés

De violents combats s'engagent alors dans la nuit du 10 au 11 mars : les chars des FDS ouvrent le feu sur des positions djihadistes, les avions de la coalition frappent des dépôts de munitions et les djihadistes mènent des attaques-suicides avec des véhicules piégés. Les FDS enregistrent une progression modeste et donnent un bilan de cinq morts dans leurs rangs contre 37 du côté de l'État islamique après 24 heures de combats,. L'offensive est de nouveau ralentie dans la journée du 11 mars avec de nouvelles sorties et redditions de 400 combattants et civils,. Les forces de la coalition mènent alors essentiellement leurs frappes de nuit, tandis que les combats baissent en intensité le jour afin de permettre la sortie des civils. Le 12 mars, 3 000 personnes, dont une majorité de djihadistes, se rendent encore aux FDS. Trois femmes et quatre enfants yézidis sont également secourus. Le 13 mars, profitant d'une tempête de sable, l'État islamique mène deux contre-attaques, une le matin, l'autre l'après-midi, que les FDS affirment avoir repoussées, ne déplorant que quatre morts dans leurs rangs contre plusieurs dizaines de tués du côté des djihadistes,,. Le 14 mars, 1 300 combattants et civils se rendent, tandis que les FDS revendiquent la mort d'une quinzaine de djihadistes dans la journée,,,. Le 15 mars, de nouvelles redditions ont lieu mais pour la première fois, trois kamikazes en profitent pour s'infiltrer et actionner leurs ceintures explosives au milieu des déplacés, tuant six d'entre-eux et blessant trois hommes des FDS,,,. Le 16 mars, quelques dizaines de djihadistes, dont des étrangers, se rendent,. Le 17 mars, les FDS revendiquent la prise de plusieurs positions à l'intérieur du camp. Les FDS s'emparent de presque toute la poche les 18 et 19 mars. Le matin du 18 mars, elles commencent par prendre la zone des bâtiments, situés à l'Ouest,. Entre 1 000 et 1 500 personnes, combattants et civils, dont des dizaines de blessés, se rendent ensuite entre le soir du 18 mars et le matin du 19 mars. Le 19 mars, les FDS s'emparent du campement et acculent les forces de l'EI sur les bords de l'Euphrate. Les combattants arabo-kurdes ratissent ensuite le campement à la recherche de cachettes. Les derniers djihadistes sont alors retranchés dans deux secteurs : dans les grottes d'un escarpement rocheux dominant Baghouz et dans des tranchées creusées au bord de l'Euphrate. Le matin du 23 mars, les Forces démocratiques syriennes annoncent la prise complète de la poche de Baghouz,,,. Symboliquement, les FDS hissent leur drapeau sur les hauteurs du village. Le porte-parole Mustafa Bali déclare : « Le soi-disant califat a été totalement éliminé ».
Des djihadistes continuent cependant de se cacher dans des tunnels,. Le 24 mars, plusieurs dizaines d'entre-eux en sortent pour se rendre. Quelques frappes aériennes sont encore menées par la coalition dans les jours qui suivent,,.

## Crimes de guerre
Selon l'Observatoire syrien des droits de l'homme (OSDH), l'État islamique exécute 700 des 1 350 prisonniers, combattants et civils, dans la poche de Hajine, au cours des mois de novembre et décembre 2018.
Le 28 février 2019, les Forces démocratiques syriennes affirment avoir découvert dix jours plus tôt, dans la région de Baghouz, un charnier contenant « des dépouilles d'hommes ainsi que des têtes coupées de femmes ». Un porte-parole des FDS, Adnane Afrine, déclare alors : « Le nombre de dépouilles n'est pas encore clair (...) et nous ne savons pas si elles appartiennent à des civils, des membres de l'EI ou des femmes yézidies »,.
Environ 200 à 300 femmes et enfants yézidis, enlevés en 2014 par l'État islamique lors des massacres de Sinjar, sont secourus dans les derniers mois de l'offensive de Deir ez-Zor,. Les femmes étaient utilisées comme esclaves sexuelles et certains garçons étaient enrôlés comme enfants soldats,,.
En septembre 2019, la Commission d'enquête indépendante de l'ONU sur les violations des droits de l'homme en Syrie conclut que les frappes aériennes de la coalition pourraient constituer des crimes de guerre : « Il y a des motifs raisonnables de croire que les forces de la coalition internationale pourraient ne pas avoir dirigé leurs attaques vers un objectif militaire spécifique, ou ne l'ont pas fait avec les précautions nécessaires. [...] Lancer des attaques indiscriminées qui tuent ou blessent des civils constitue un crime de guerre lorsque de telles attaques sont menées de manière irresponsable ».
Le 14 novembre 2021, le New York Times rapporte une frappe aérienne américaine ayant eu lieu à Al-Baghouz Fouqani, le 18 mars 2019. Deux bombes sont lancées à douze minutes d'intervalle sur une foule échappant aux combats, causant la mort de 80 personnes, dont 64 civils,. Selon le New York Times, les opérateurs de drones basés sur la base aérienne d'Al-Udeid au Qatar, qui avaient identifié la foule comme étant composé essentiellement de civils, sont surpris de voir une première bombe de 227 kilogrammes larguée par un avion américain F-15E, suivie d'une deuxième bombe de 907 kilogrammes visant les survivants. Des observateurs civils venus sur la zone de la frappe le lendemain relatent un grand nombre de femmes et d'enfants morts ; le collectif de journalistes syriens indépendant Raqqa Is Being Slaughtered Silently qualifie l'incident de « terrible massacre » et publie des photos des corps. La zone de frappe est rasée peu de temps après. Un responsable juridique de l'US Air Force signale l'incident comme un « possible crime de guerre » mais les enquêtes menées notamment par l'US Air Force Office of Special Investigations sont bloquées ou mises sous silence. Le 15 novembre 2021, après la révélation du journal, le secrétaire à la Défense Lloyd Austin ordonne un briefing sur la frappe et son traitement tandis que des associations de défense des droits de l'homme demandent une enquête indépendante par le Congrès des États-Unis.

## Pertes

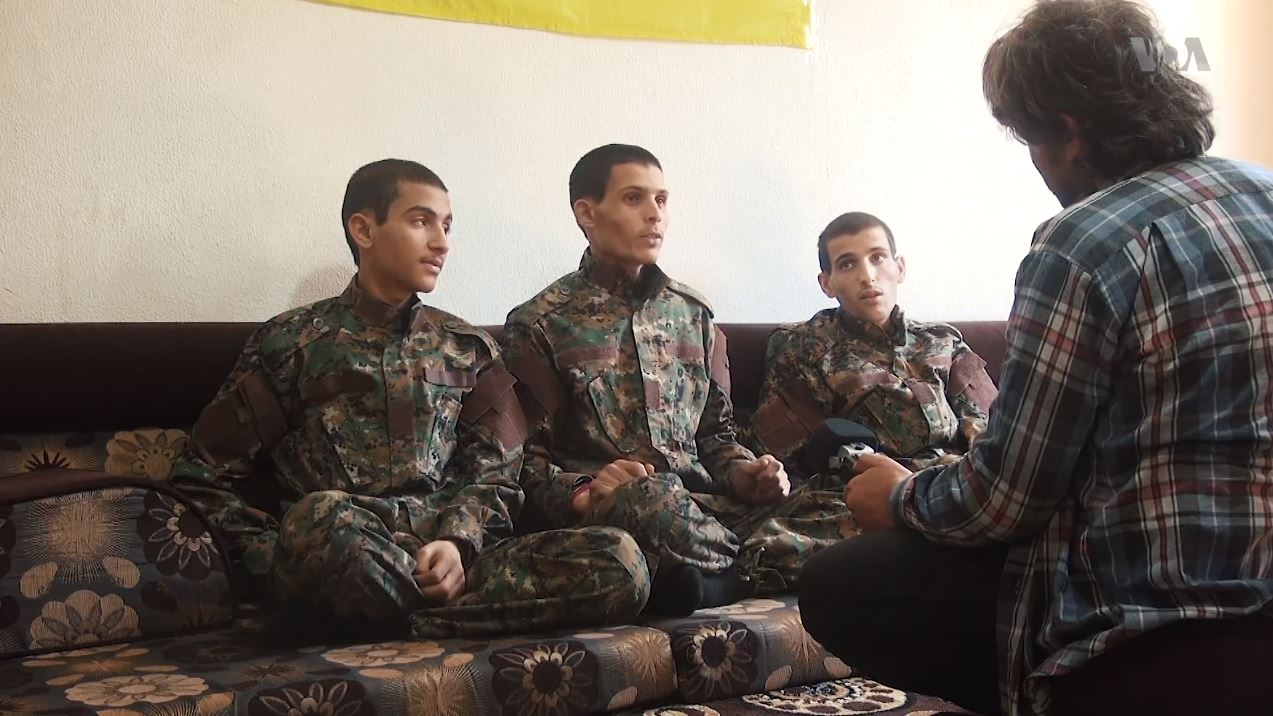
Trois combattants des Forces démocratiques syriennes le 7 mars 2019, libérés après avoir été faits prisonniers par l'État islamique.

Le 10 octobre 2017, les Forces démocratiques syriennes donnent un bilan pour le premier mois de l'offensive :
- 45 morts pour les Forces démocratiques syriennes[300] ;
- 156 morts, dont 27 corps ont été récupérés, et 70 prisonniers pour l'État islamique[300].

Le 3 janvier 2018, un nouveau bilan est donné par les Forces démocratiques syriennes :
- 162 morts et 416 blessés pour les Forces démocratiques syriennes[14] ;
- 1 345 morts, 4 000 blessés et 64 prisonniers pour l'État islamique[14].

L'Observatoire syrien des droits de l'homme (OSDH) donne quelques bilans :
- Au moins 197 civils, dont 27 femmes et 51 enfants, tués dans le gouvernorat de Deir ez-Zor par les frappes aériennes de la coalition entre le 10 septembre et le 26 novembre 2017[18] ;
- Au moins 29 combattants de l'État islamique et 8 combattants des FDS tués les 28 et 29 janvier 2018[64],[301] ;
- Au moins 10 membres des FDS tués mi-février 2018[302] ;
- Au moins 82 combattants de l'État islamique tués par les frappes de la coalition au cours du mois de février 2018[69] ;
- Au moins 753 combattants des FDS, 1 600 combattants de l'EI et 634 civils, dont 157 femmes et 209 enfants, tués entre le 10 septembre 2018 et le 23 mars 2019[17],[278].

Les Forces démocratiques syriennes donnent également le bilan suivant pour la période du 9 janvier au 16 mars 2019 :
- 82 morts et 61 blessés pour les Forces démocratiques syriennes[15],[16] ;
- 1 306 morts et 520 prisonniers pour l'État islamique[15],[16] ;
- 34 000 civils « secourus » et 29 600 « terroristes et membres de leurs familles » (dont 5 000 « terroristes ») s'étant rendus[15],[16].

En janvier 2019, les YPG affirment quant à eux déplorer la mort de 201 de leurs membres lors des combats de l'opération Tempête d'al-Jazira livrés pendant l'année 2018.
En mars 2019, les FDS estiment que l'État islamique retient plus de 300 prisonniers dans la poche de Baghouz, dont plusieurs de ses combattants et des civils. Bien qu'officiellement les FDS démentent mener des négociations, certains prisonniers sont relâchés au compte-gouttes, notamment en échange de vivres pour les assiégés. D'autres auraient en revanche été exécutés.

## Déplacés et prisonniers

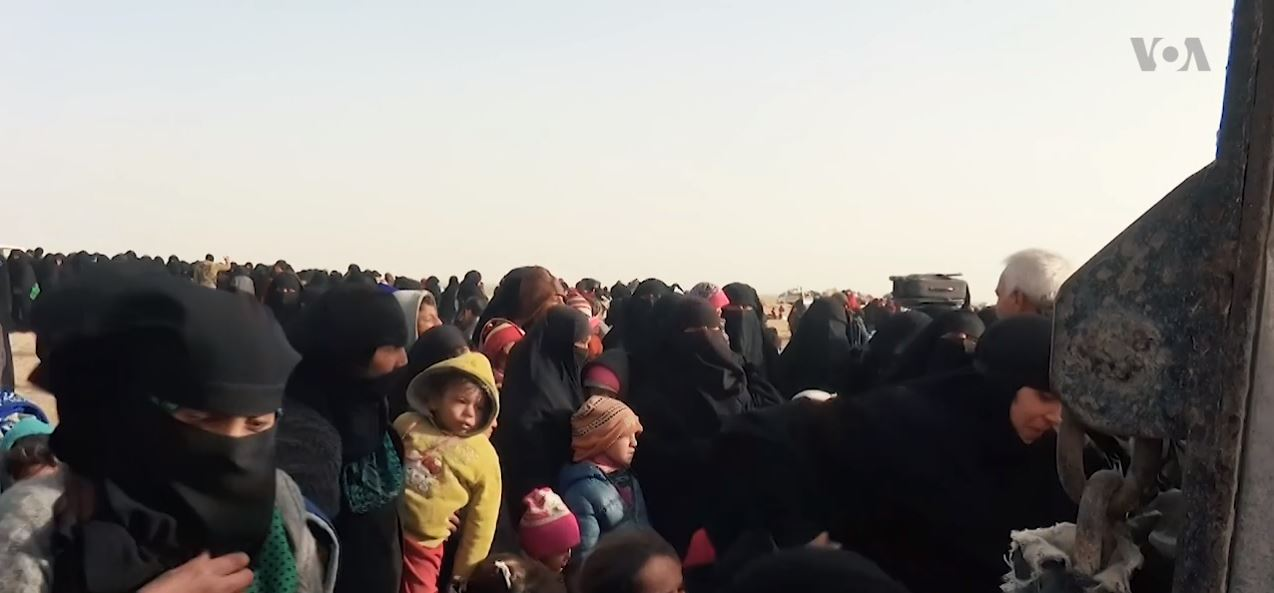
Évacuation de civils près d'Hajine, le 22 janvier 2019.

Selon le Programme alimentaire mondial (PAM) les combats et les frappes aériennes ont également provoqué la fuite de 16 500 personnes entre juillet et décembre 2018. Selon le Haut Commissariat des Nations unies pour les réfugiés, 25 000 civils ont fui les combats au cours des six derniers mois de l'année 2018.
Selon l'OSDH, 63 250 personnes au total sont évacuées du dernier réduit de l'État islamique entre le 1er décembre 2018 et le 23 mars 2019, dont 8 550 djihadistes présumés qui sont arrêtés par les FDS. Les hommes sont fouillés, interrogés et séparés des femmes et des enfants,,. Les combattants sont interrogés par des militaires des forces spéciales américaines, françaises et britanniques, avant d'être envoyés dans les prisons tenues par les FDS à Kobané, Dayrick, Rmeilane et Hassaké,. Les femmes et les enfants sont transportés par camion au camp de réfugiés d'al-Hol, dont la population passe de 10 000 en décembre 2018 à 72 000 (dont 41 000 enfants) vers la fin mars 2019,. Les déplacés s'entassent dans des conditions misérables, sans aide de la communauté internationale selon le Comité international de la Croix-Rouge (CICR). Un autre camp de réfugiés doit alors être établi à al-Suwar. De nombreuses femmes continuent cependant d'afficher ouvertement aux Forces démocratiques syriennes et aux journalistes leur soutien à l'État islamique,,,.
Les autorités kurdes appellent à de nombreuses reprises les états d'où proviennent les nombreux djihadistes étrangers à rapatrier leurs ressortissants, mais ceux-ci réagissent diversement. Les États-Unis rapatrient les djihadistes américains et la Russie fait de même avec les enfants de djihadistes russes, mais les états européens refusent ou hésitent,,,,. Le 24 mars 2019, Abdel Karim Omar, chargé des Affaires étrangères au sein de l'administration kurde, déclare : « Nous avons des milliers de combattants, d'enfants et de femmes originaires de 54 pays, sans compter les Syriens et les Irakiens. [...] Il faut qu'il y ait une coordination entre nous et la communauté internationale pour faire face à ce danger.  [...] Toute menace ou toute nouvelle guerre sera une opportunité donnée à ces criminels pour s'enfuir des prisons. [...] Il y a des milliers d'enfants éduqués selon l'idéologie de l'EI. Si ces enfants ne sont pas rééduqués et réintégrés dans leur société d'origine, ils représentent des futurs terroristes ». Selon les FDS, 2 500 femmes et 6 500 enfants étrangers se trouvent dans le camp d'al-Hol vers la mi-mars 2019.
Le 24 février 2019, Bagdad déclare que les FDS leur ont livré 280 djihadistes irakiens. L'agence Reuters affirme également qu'une dizaine de Français ont été remis au gouvernement irakien. L'administration semi-autonome kurde annonce aussi avoir libéré le 2 mars, dans les différentes régions sous son contrôle, 283 Syriens accusés d'appartenance à l'EI, mais n'ayant pas de « sang sur les mains ».
Le 11 avril 2019, les autorités du Rojava annoncent avoir conclu un accord avec le gouvernement de Bagdad pour rapatrier 31 000 réfugiés irakiens, principalement des femmes et des enfants.
En août 2019, James Jeffrey, le représentant spécial américain pour la Syrie, déclare que les Forces démocratiques syriennes détiennent au total 10 000 djihadistes de l'État islamique, dont 8 000 Syriens et Irakiens et 2 000 étrangers, auxquels s'ajoutent 70 000 femmes et enfants de djihadistes, dont 10 000 étrangers.

## Réactions après la défaite de l'État islamique

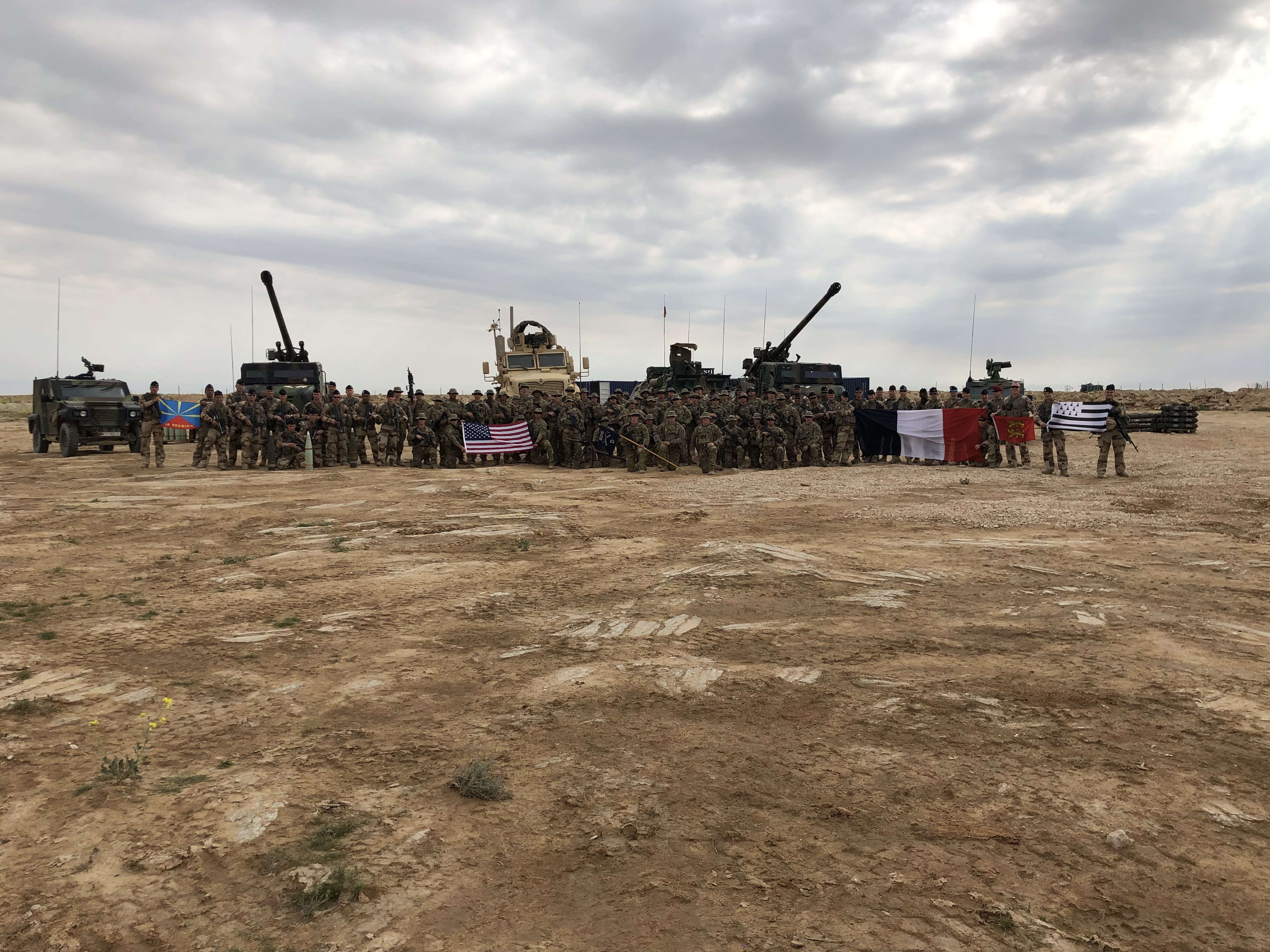
Militaires américains et français à al-Qaïm, le 19 mars 2019.

Le 23 mars 2019, une cérémonie est organisée par les FDS dans le champ pétrolier d'Al-Omar, utilisé comme quartier-général, en présence de William Roebuck, l'envoyé américain de la coalition internationale menée par les États-Unis. Mazloum Kobane, le commandant en chef de FDS, déclare : « Nous annonçons à l'opinion publique mondiale le début d'une nouvelle phase dans le combat contre les terroristes ». Il affirme alors que les futures opérations militaires auront pour principal objectif d'éliminer les cellules dormantes des djihadistes. William Roebuck déclare pour sa part : « Cette étape cruciale de la lutte contre l'EI constitue un coup stratégique [...] Nous avons fini de défaire l'EI sur le plan territorial en Syrie et en Irak, mais nous avons encore du travail pour obtenir une défaite durable de l'EI ».
Le 23 mars, le président américain Donald Trump salue la fin du « califat » et promet de rester « vigilant afin d'éradiquer l'Etat islamique partout où il est actif ». Le même jour, le président français Emmanuel Macron déclare sur Twitter : « Nous n’oublions pas les victimes de Daech. L’étape franchie aujourd’hui est immense : un danger majeur pour notre pays est éliminé ».
Le gouvernement syrien ne réagit pas à la victoire des FDS sur l'État islamique. Les médias officiels du régime ne font aucune mention de la chute de Baghouz et de la fin du « califat ».

### Vidéographie
- « Reportage : l'EI acculé à Boukamal, sur les bords de l'Euphrate » [vidéo], France 24, 20 novembre 2017.
- « Syrie : les forces spéciales françaises face à l’EI dans l’extrême est du pays » [vidéo], France 24, 13 septembre 2018.
- « VIDEO. "Ils attaquent en permanence" : en Syrie, les Kurdes poursuivent le combat contre le groupe État islamique » [vidéo], France 2, 20 décembre 2018.
- « Reportage exclusif en Syrie : la population fuit les derniers bastions de l'EI » [vidéo], France 24, 23 janvier 2019.
- « Reportage exclusif en Syrie : la détermination des derniers combattants de l'EI » [vidéo], France 24, 28 janvier 2019.
- « EXCLUSIF - France 24 a rencontré une jihadiste française fuyant les combats en Syrie » [vidéo], France 24, 29 janvier 2019.
- « Syrie : le dernier bastion de l'État islamique » [vidéo], France 2, 7 février 2019.
- « Exclusif : en Syrie, dans un camp d'internement de femmes jihadistes » [vidéo], France 24, 8 février 2019.
- « Des combattants du groupe EI se rendent aux forces arabo-kurdes à Baghouz, dans l'est de la Syrie » [vidéo], France 24, 20 février 2019.
- « À Baghouz, les FDS assiègent la dernière poche de l'OEI en Syrie » [vidéo], France 24, 2 mars 2019.
- « Syrie : offensive contre les derniers combattants de l'EI à Baghouz » [vidéo], France 24, 4 mars 2019.
- « Inside ISIS's Final Fight (HBO) » [vidéo], VICE News, 6 mars 2019.
- « Baghouz : la guerre des femmes » [vidéo], France 2, 8 mars 2019.
- « Exclusif : "La prison ou la mort" pour les femmes jihadistes en Syrie » [vidéo], France 24, 8 mars 2019.
- « Rares images du dernier bastion de l’Etat islamique à Baghouz » [vidéo], Le Monde, 8 mars 2019.
- « A Baghouz, sur la trace des derniers combattants du groupe Etat islamique en Syrie » [vidéo], France 2, 10 mars 2019.
- « Syrie : l'organisation État islamique diffuse une vidéo depuis le camp de Baghouz » [vidéo], France 24, 12 mars 2019.
- « Le califat autoproclamé de l'OEI a été éliminé, annoncent les Forces démocratiques syriennes » [vidéo], France 24, 23 mars 2019.
- « LIVE: SDF Media Center deliver statement on Baghouz operations » [vidéo], Ruptly, 23 mars 2019.

### Photographies
- Hélène Sallon, Syrie: les visages des enfants du djihad, Le Monde, 14 mars 2019.